# Fidel Lachance
Pour les articles homonymes, voir Lachance.
Fidel Lachance, né à Saint-Robert-Bellarmin (Estrie), est un chanteur country québécois. 

## Biographie
Fidel Lachance nait en 1950 ou 1951 à Saint-Robert-Bellarmin dans une famille de dix enfants. Ses parents ainsi que son grand-père étaient musiciens amateurs. Il entreprend une carrière musicale dans les années 1990 avec une guitare reçue en cadeau de sa mère. Il conserve son métier de signaleur routier sur les chantiers de construction à la grandeur de la Beauce tout en donnant des spectacles.
En 2005, le festival Total Crap, consacré aux documents télévisuels insolites, présente à Québec des extraits d'une obscure entrevue accordée en 1996 à la chanteuse western Anita Pouliot, sur une station de télévision communautaire du réseau Axion, à Saint-Joseph-de-Beauce. Fidel Lachance y parle de son troisième album, Fidélité, qu'il vient de lancer sur cassette audio, et y interprète quelques morceaux. Ce n'est qu'en 2001 que Fidel Lachance fit sa première apparition sur une grande chaîne télé, alors que des extraits de son entrevue à la télé communautaire sont diffusés à l'émission Le Grand blond avec un show sournois sur les ondes de TVA. Son statut de vedette date de bien avant 2006, puisqu'il fut invité à venir interpréter la chanson titre de son 3e album Fidélité lors d'une émission spéciale qui rendait hommage à Rock et belles oreilles en 2003, toujours lors de l'émission Le Grand blond avec un show sournois.
En 2006, l'entrevue accordée à Anita Pouliot se retrouve sur YouTube. Les extraits de cette émission ayant été visionnés des centaines de milliers de fois, sa carrière prend un nouveau virage. Le musicien, toujours résident de Saint-Georges, décide de capitaliser en lançant son site web pour promouvoir sa carrière.

## Discographie
- Fidel Lachance - Fidélité (1995)
- Carmel et Fidel - Je te demande de me pardonner (1992)
- Carmel et Fidel - Va et suis ton chemin (1991)